# محاكمة حب
محاكمة حب، مجموعة نصوص وحوارات من مؤلفات الشاعرة والكاتبة العربية السورية غادة السمان، صدرت في عام 2004، عن منشورات غادة السمان في بيروت، لبنان.